# Tres Lomas (partido)
Tres Lomas är en partido i Argentina. Den ligger i provinsen Buenos Aires, i den centrala delen av landet, 400 km väster om huvudstaden Buenos Aires. Antalet invånare är 8 712.
Terrängen i Tres Lomas är mycket platt.
Trakten runt Tres Lomas består till största delen av jordbruksmark. Runt Tres Lomas är det mycket glesbefolkat, med 6 invånare per kvadratkilometer.